# ルリカケス
ルリカケス（瑠璃橿鳥、Garrulus lidthi）は、スズメ目カラス科カケス属に分類される鳥類。

## 分布
日本（奄美大島、加計呂麻島、請島）固有種。
徳之島では1920年に発見例があるが以後は確実な発見例が無い。そのため飼育個体が脱走した可能性もある。

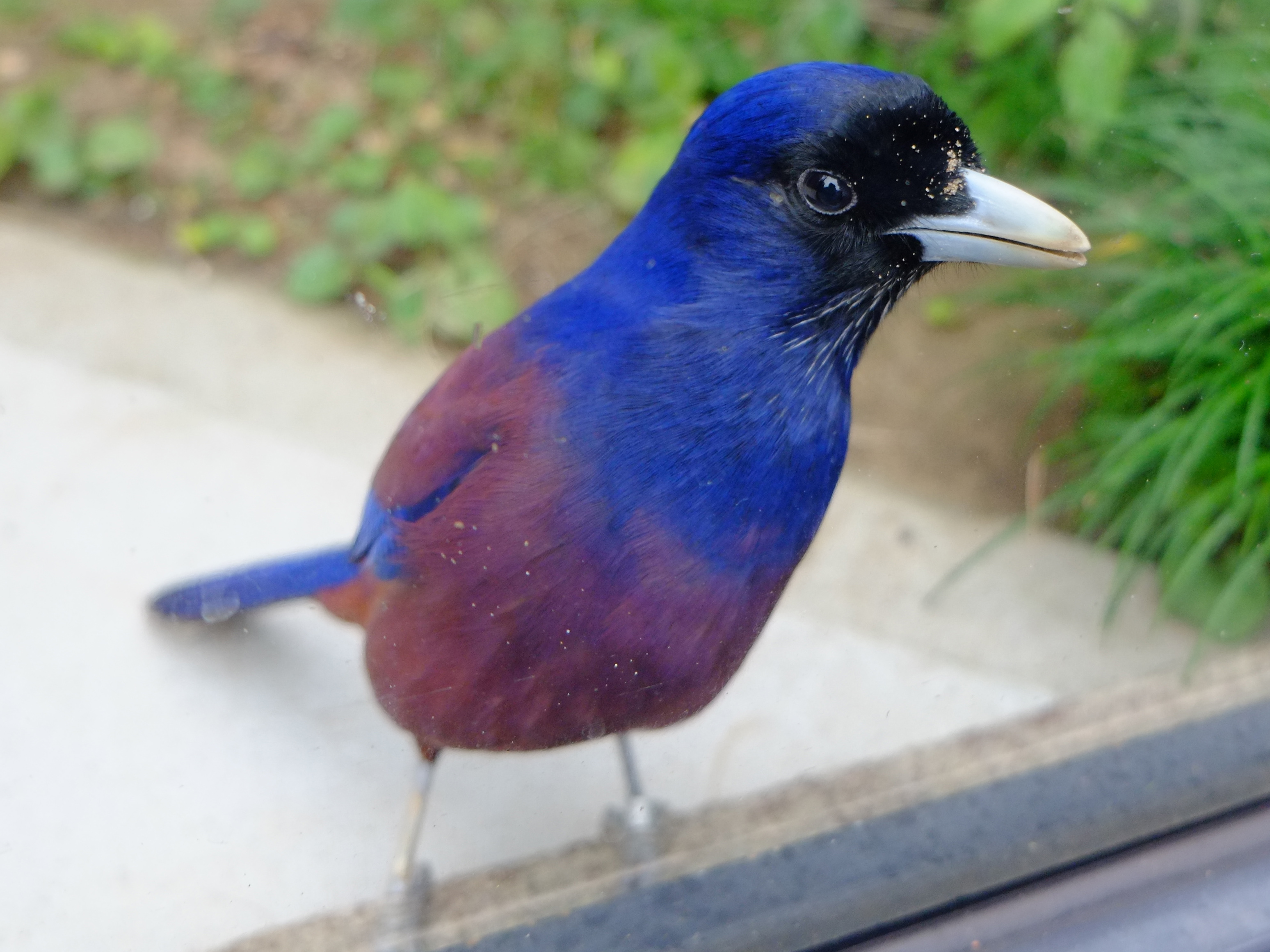
上野動物園にて

上野動物園にて

## 形態
全長38センチメートル、体重170-196グラム。翼長15-18センチメートル。頭部から頸部にかけての羽衣が紫がかった濃青色（瑠璃色）で、和名の由来になっている。額や喉の羽衣は黒く、喉に白い斑点が入る。背と胸部から腹部にかけての羽衣は赤褐色。尾羽や翼は濃青色で、尾羽先端や風切羽先端は白い。また尾羽に黒く細い横縞が入る。
嘴は象牙色で、基部は青みを帯びる。
幼鳥は羽衣が褐色がかり、尾羽や翼の白色部がない。

## 生態
主にスダジイやイスノキなどからなる常緑広葉樹林に生息するが、農耕地にも生息する。非繁殖期には数羽から30羽の小規模な群れを形成し生活する。
食性は雑食で、昆虫、クモ、爬虫類や両生類、鳥類の卵、果実、種子などを食べる。地表でも樹上でも採食を行う。種子の貯蔵を行い、それらの散布にも役立っているとされる。
繁殖形態は卵生。繁殖期にはペアで生活する。主に樹洞や幹の隙間、着生植物の茂中などに木の枝を用いた台座と、細い草や小枝などを組み合わせたお椀状の産座からなる巣を作る。岩の隙間、天井裏、巣箱にも営巣する。2-5月に一腹に3-7個の卵を産む。抱卵期間は約18日、巣立ちまでに25日前後。

## 人間との関係
種小名lidthiはTheodoor Gerard van Lidth de Jeudeへの献名。
鹿児島県奄美大島の方言でヒューシャやヒョウシャと呼ばれる。1965年（昭和40年）に鹿児島県の県鳥に指定されている。
過去には羽毛目的や標本目的の乱獲、現在は開発による生息地の破壊、人為的に移入されたノネコやフイリマングースによる捕食などにより生息数は減少している。
1921年に種として国の天然記念物に指定されている。本種の主な生息域である湯湾岳は国の天然記念物「神谷・湯湾岳（天然保護区域）」及び国指定湯湾岳鳥獣保護区に指定されている。
しかしながら、2008年（平成20年）現在ルリカケスは上記の減少の要因に対する対策がとられ、自然林の回復やマングースの減少に伴い個体数が増加し、繁殖個体数は少なくとも1000個体と推定されている。2006年改訂のレッドリストでは絶滅危惧種から外されており、2008年には希少野生動植物種の指定も解除された。個体数回復による希少種の指定解除は、種の保存法が施行された1993年以来、初めての事例となる。
- 鹿児島県レッドデータブック - 絶滅危惧II類